# Метилгидразин
Метилгидразин (монометилгидразин, ММГ, амидол, CH3NHNH2) — химическое вещество, производное гидразина, используется как один из компонентов высококипящего ракетного топлива, часто в паре с азотным тетраоксидом (АТ), а также в качестве монотоплива (однокомпонентного ракетного топлива), разлагающегося с выделением теплоты в присутствии катализатора.

## Физические свойства
Прозрачная, бесцветная, очень подвижная жидкость.
- Температура плавления — 220,6К (−52,4 °C)
- Температура кипения — 360К (87 °C)
- Плотность при 293К (+20 °C) — 0,816 г/см³
- Критическая температура — 530 К (257 °C)
- Критическое давление — 75 кг/см²
- Скрытая теплота испарения — 40,5 кДж/г·моль (9,65 ккал/г·моль)
- Теплота образования — 52,4 кДж/г·моль (−12,5 ккал/г·моль)

Монометилгидразин обладает высокой стабильностью и, из-за большого давления насыщенных паров, высокой летучестью. Более пожароопасен по сравнению с гидразином и 1,1-диметилгидразином.

## Химические свойства
Подобно гидразину склонен к каталитическим реакциям.
Молекула является сильным нуклеофилом. Так он при комнатной температуре способен замещать аммиак в амидах.

## Биологические свойства
Менее токсичен по сравнению с 1,1-диметилгидразином, характер отравления и признаки отравления сходны.

## Применение
Монометилгидразин используется в качестве ракетного топлива, в частности, в двигателях
- ступенях разведения межконтинентальных баллистических ракет (LGM-118A «Пискипер»);
- верхних ступенях ракет-носителей («Ариан-5»);
- системы орбитального маневрирования МТКК «Спейс шаттл»;
- пилотируемых («Орион», Dragon 2) и грузовых («Сигнус», ATV, Dragon, HTV) космических кораблей;
- спутников, орбитальных и межпланетных станций («Кассини-Гюйгенс», «БепиКоломбо» и др.).

## Получение
Получают из аммиака и метиламина каталитическим дегидрированием или метилированием гидразина.

## Токсикология
Обладает сильным гемолитическим действием. При отравлениях строчка́ми образуется в процессе метаболизации гиромитринов с отщеплением формильной группы и альдегида.